# Graafschappen van Noord-Ierland
Noord-Ierland, het deel van het Verenigd Koninkrijk dat op het eiland Ierland ligt, bestaat historisch uit zes graafschappen (counties):
1. Fermanagh
2. Tyrone
3. Derry/Londonderry
4. Antrim
5. Down
6. Armagh

De regio Ulster, een historische provincie van Ierland, bestaat naast deze zes graafschappen ook uit drie graafschappen in de republiek Ierland, te weten: Cavan (9 op de kaart), Donegal (26) en Monaghan (8).
Sinds 1973 hebben de Noord-Ierse graafschappen geen bestuurlijke functie meer. Deze zijn overgenomen door districten, die vaak de grenzen van de zes traditionele graafschappen overschrijden. In 1973 werden er 26 districten opgericht, in 2015 werd hun aantal terug gebracht tot 11.